# Isoko Nord
Isoko Nord est une zone de gouvernement local de l'État du Delta au Nigeria,.

## Personnalités liées
- Makayla Malaka (2012-), chanteuse et danseuse, y est née.

## Source
- (en) Cet article est partiellement ou en totalité issu de l’article de Wikipédia en anglais intitulé « Isoko North » (voir la liste des auteurs).